# Lukáš Melich
Lukáš Melich (ur. 16 września 1980 w Jilemnicach) – czeski lekkoatleta specjalizujący się w rzucie młotem. Brązowy medalista mistrzostw świata.
Jego pierwszą międzynarodową imprezą były rozgrywane w sierpniu 1999 mistrzostwa Europy juniorów, na których zajął 5. miejsce. Dwa lata później był jedenasty na młodzieżowym czempionacie Starego Kontynentu. Czwarty zawodnik uniwersjady w Daegu (2003). W 2005, bez awansu do finału, pierwszy raz w karierze startował na mistrzostwach świata.
Odpadł w eliminacjach mistrzostw Europy w Göteborgu (2006). Rok później zajął 4. miejsce na światowych wojskowych igrzyskach sportowych. W 2008 reprezentował Czechy na igrzyskach olimpijskich w Pekinie, na których nie udało mu się awansować do finału. Bez powodzenia startował także na mistrzostwach świata w Berlinie (2009).
W 2012 odpadł w eliminacjach mistrzostw Europy w Helsinkach. W tym samym roku ponownie wystartował na igrzyskach olimpijskich – w Londynie zajął 6. lokatę. W sierpniu 2013 zdobył brązowy medal mistrzostw świata w Moskwie. W tym samym roku zajął 3. miejsce w klasyfikacji końcowej IAAF Hammer Throw Challenge.
Wielokrotny mistrz Czech oraz reprezentant kraju w pucharze Europy, drużynowym czempionacie Europy i w meczach międzypaństwowych.
Rekord życiowy: 80,28 (15 czerwca 2013, Szczecin).

## Osiągnięcia
| Rok  | Impreza                                 | Miejsce        | Lokata            | Wynik |
| ---- | --------------------------------------- | -------------- | ----------------- | ----- |
| 1999 | Mistrzostwa Europy juniorów             | Ryga           | 5. miejsce        | 64,20 |
| 2001 | Młodzieżowe mistrzostwa Europy          | Amsterdam      | 11. miejsce       | 66,41 |
| 2003 | Uniwersjada                             | Daegu          | 4. miejsce        | 71,26 |
| 2005 | Superliga pucharu Europy                | Florencja      | 5. miejsce        | 72,80 |
| 2005 | Mistrzostwa świata                      | Helsinki       | el. – 13. miejsce | 74,53 |
| 2006 | I liga pucharu Europy                   | Praga          | 2. miejsce        | 74,11 |
| 2006 | Mistrzostwa Europy                      | Göteborg       | el. – 14. miejsce | 73,77 |
| 2007 | I liga pucharu Europy                   | Vaasa          | 3. miejsce        | 73,64 |
| 2007 | Światowe wojskowe igrzyska sportowe     | Hajdarabad     | 4. miejsce        | 71,79 |
| 2008 | I liga pucharu Europy                   | Leiria         | 4. miejsce        | 68,21 |
| 2008 | Igrzyska olimpijskie                    | Pekin          | el. – 29. miejsce | 70,56 |
| 2009 | Superliga drużynowych Mistrzostw Europy | Leiria         | 5. miejsce        | 74,72 |
| 2009 | Mistrzostwa świata                      | Berlin         | el. – 14. miejsce | 74,47 |
| 2010 | I liga drużynowych Mistrzostw Europy    | Budapeszt      | 2. miejsce        | 72,68 |
| 2011 | Superliga drużynowych Mistrzostw Europy | Sztokholm      | 9. miejsce        | 70,86 |
| 2012 | Mistrzostwa Europy                      | Helsinki       | el. – 28. miejsce | 68,92 |
| 2012 | Igrzyska olimpijskie                    | Londyn         | 6. miejsce        | 77,17 |
| 2013 | I liga drużynowych mistrzostw Europy    | Dublin         | 2. miejsce        | 75,02 |
| 2013 | Mistrzostwa świata                      | Moskwa         | 3. miejsce        | 79,36 |
| 2014 | Mistrzostwa Europy                      | Zurych         | el. – 13. miejsce | 73,48 |
| 2015 | I liga drużynowych mistrzostw Europy    | Heraklion      | 1. miejsce        | 74,84 |
| 2015 | Mistrzostwa świata                      | Pekin          | el. – 20. miejsce | 72,12 |
| 2016 | Mistrzostwa Europy                      | Amsterdam      | el. – 19. miejsce | 70,50 |
| 2016 | Igrzyska olimpijskie                    | Rio de Janeiro | el. – 15. miejsce | 73,14 |